# Élisabeth de Hanovre
Élisabeth de Hanovre, née le 22 mai 1770 au palais de Buckingham (Londres) et morte le 10 janvier 1840 à Francfort-sur-le-Main, était princesse du Royaume-Uni et landgravine de Hesse-Hombourg.

## Biographie

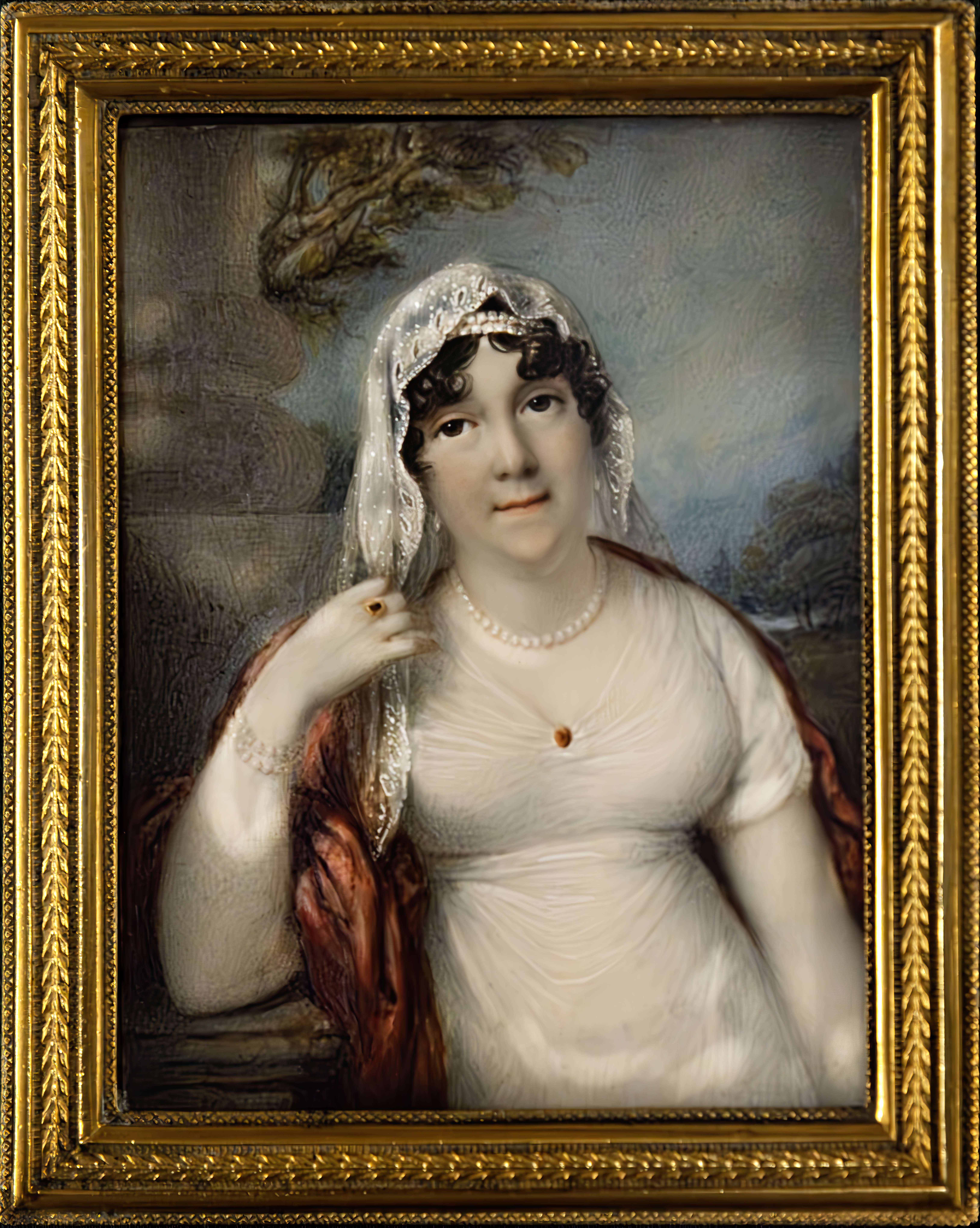
Élisabeth de Hanovre en 1810 - Musée Correr

Élisabeth de Hanovre est le septième enfant de George III et de son épouse Sophie-Charlotte de Mecklembourg-Strelitz.
Elle est, plus ou moins secrètement, la maîtresse du futur Louis-Philippe Ier alors en exil, qui n'obtint jamais l'autorisation de l'épouser.
Charlotte, reine consort d'Angleterre, était au courant de cette liaison. Elle ne consentirait à donner la main de sa fille au futur « roi des Français » qu'à la condition que Louis-Philippe Ier mît au clair sa situation auprès du roi George III.
En 1818, Élisabeth, âgée de 48 ans, épouse Frédéric VI, landgrave de Hesse-Hombourg, fils aîné de Frédéric V et de Caroline de Hesse-Darmstadt.
Élisabeth de Hanovre meurt en 1840.